# Hieracium kochianum
Hieracium kochianum es una especie de planta con flor del género Hieracium, de la familia Asteraceae, orden Asterales.

## Distribución
Hieracium kochianum se distribuye por Francia.

## Taxonomía
Fue descrita científicamente por Jord.
Tratamiento taxonómico
La especie aparece registrada en una sección de la publicación Index Seminum (GR, Gratianopolis).